# Lijst van Belgische medaillewinnaars op de wereldkampioenschappen veldlopen
Dit is een lijst van Belgische medaillewinnaars op de Wereldkampioenschappen veldlopen.
- Willy Polleunis, Gaston Roelants, Erik De Beck, Erik Gyselinck, Karel Lismont, Marc Smet – mannen landenklassement – 11.980 m – (109pt) - Waregem 1973
- Erik De Beck – mannen – 12.000 m (35.23,8)  – Monza 1974
- Erik De Beck, Karel Lismont, Marc Smet,  Gaston Roelants, Frank Grillaert, Erik Gyselinck – mannen landenklassement – 12.000 m – (103pt) – Monza  1974
- Leon Schots – mannen – 12.300 m (37.43)  – Düsseldorf 1977
- Leon Schots, Karel Lismont, Erik De Beck, Willy Polleunis, Frank Grillaert, Eddy Van Mullem – mannen landenklassement – 12.300 m – (126pt) – Düsseldorf 1977
- Eddy De Pauw – mannen U20 – 7.360 m (23.02)  – Limerick 1979
- Mohamed Mourhit – mannen – 12.300 m (35.00) – Vilamoura 2000
- Mohamed Mourhit – mannen – 12.300 m (39.53) – Oostende 2001

Zilver 
- Karel Lismont, Gaston Roelants, Rik Schoofs, Eddy Rombaux, Willy Polleunis, Robert Lismont – mannen landenklassement – 12.000 m – (118pt) - Chepstow 1976

Brons 
- Joske Van Santberghe – vrouwen – 4.000 m (14.01) – Waregem 1973
- Leon Schots – mannen U20 – 7.000 m (21.07,2) – Waregem 1973
- Karel Lismont – mannen – 12.000 m (35.26,6)  – Monza 1974
- Gaston Roelants, Emiel Puttemans, André Ornelis, Eddy Rombaux, Willy Polleunis, Erik Gyselinck – mannen landenklassement – 12.000 m – (211pt) - Rabat 1975
- Karel Lismont – mannen – 12.300 m (39.32)  – Glasgow 1978
- Leon Schots, Karel Lismont, Alex Hagelsteens, Eddy De Pauw, Frank Grillaert, Roger De Vogel – mannen landenklassement – 12.580 m – (175pt) - Parijs 1980